# Chiesa di San Giacomo (Paternò)
La Chiesa di San Giacomo è un luogo di culto cattolico sito in Paternò, in provincia di Catania, di proprietà dell'Arciconfraternita di San Giacomo Apostolo Maggiore. É situata nella parte sudorientale a ridosso del colle, lungo la strada che conduce al Santuario della Madonna della Consolazione. 

## Storia
L'edificazione della chiesetta risale probabilmente alla seconda metà del XVI secolo, e fu promossa dalla confraternita di San Giacomo che a Paternò fu istituita alla fine del XIV secolo. La nascita ufficiale dell'Arciconfraternita di San Giacomo Apostolo Maggiore, che a tutt'oggi amministra questa chiesa, in cui ha sede, è però da collocarsi all'8 settembre 1555 con l'approvazione dei suoi capitoli, confermati dal viceré Domenico Caracciolo il 10 novembre 1783. La chiesa inizialmente era sprovvista di sacrestia, che fu aggiunta molto tempo più tardi, adattando allo scopo un piccolo granaio adiacente all'edificio sacro, che alcuni confrati donarono alla chiesa con atto enfiteutico del 16 agosto 1601.
Nel 1934, l'edificio subì parziali interventi di restauro. Rimase successivamente in stato di abbandono fino a nuovi restauri negli anni duemila, conclusi con una nuova inaugurazione (25 luglio del 2006).

## Descrizione
La Chiesa di San Giacomo è costruita secondo uno stile architettonico rustico. Il prospetto è molto semplice, a forma di capanna, e presenta un portale contornato da un arco a tutto sesto, sormontato da una nicchia che contiene la statua di San Giacomo Apostolo Maggiore.
A destra del prospetto della chiesa, la torre campanaria avente forma quadrangolare, che nella parte superiore presenta un'edicola finestrata conclusa da un cupolino arabeggiante.